# 6406 Mikejura
6406 Mikejura eller 1992 MJ är en asteroid i huvudbältet som upptäcktes den 28 juni 1992 av den amerikanske astronomen Henry E. Holt vid Palomarobservatoriet. Den är uppkallad efter den amerikanske astronomen Michael Jura.
Asteroiden har en diameter på ungefär 4 kilometer.